# マグナム (お笑いコンビ)
マグナムは、大阪府豊中市に在住していたアマチュア漫才コンビである。

## メンバー
諸岡敬汰（もろおか けいた、1996年8月21日 - ）
ツッコミ担当。立ち位置は向かって左。
橋本昂冴（はしもと こうが、1996年8月6日 - ）
ボケ担当。立ち位置は向かって右。

## 経歴
- ツッコミの諸岡が、小学校2年生のとき趣味程度で漫才を始めた。何人か相方を変えたが、橋本と出会い2006年コンビを結成した。コンビ名は、威勢のいい漫才をしようという意味合いで、テレビゲームに登場した銃をヒントに2008年春に付けた[1]。
- 小学校のお笑いクラブで活動していたが、2008年夏に開催された第29回今宮子供えびすマンザイ新人コンクールに出場し、プロを押さえて優勝にあたる福笑い大賞に選ばれた。当時12歳であり、13歳で優勝したりあるキッズを抜いての最年少優勝コンビとなった。このとき準優勝にあたる新人漫才奨励賞はよしもとクリエイティブ・エージェンシー所属の田畑藤本で、そのメンバーの藤本淳史は東大卒であったため、「小学生が東大を倒した」という触れ込みとなった。これが話題を呼び、TBSテレビの「ピンポン!」や毎日放送の「ちちんぷいぷい」にて紹介された。
- 豊中市立第十中学校に進学後も活動を続け、2010年にはEテレの「天才てれびくん」で紹介された。
- 2022年9月18日にTBS系列で放送された「THEプラチナリスト～スターが生まれた伝説の名簿～」に、今宮子供えびすマンザイ新人コンクールの歴代優勝者としてVTR出演。当時は芸能事務所からのスカウトも来ていたが、プロになる決断をすることはできずコンビは自然消滅という形で解散していたことが判明した。
- 諸岡は成人後、会社員を経て再び芸人を志しマグナム再結成を呼びかけるが、橋本がすでに結婚し家庭を持っていたため断られる。そのため単身で松竹芸能養成所に入り、2022年より松竹芸能に所属。2024年に松竹芸能を退所し、吉本興業のNSC大阪校47期として入学。卒業後は吉本興業（大阪本社）の所属で活動している。